# Give Me the End You're At
Give Me the End You're At è un film documentario del 2021 diretto da Oreste Crisostomi, Alessandro Deflorio, Simone Santamaria.
Il film è stato presentato in anteprima nel 2021 al Film Festival Popoli e Religioni.

## Trama
Galway, Irlanda: seguendo le vite di alcuni senzatetto, di anziani in un ospizio che si riuniscono per guardare le corse dei cavalli alla televisione e le vicende di una donna africana alla ricerca di un appartamento, si delinea un ritratto corale di comunità, immagini di un'Europa che sembrava non esserci più.

## Produzione
Il documentario è stato prodotto dall'Associazione Museo Nazionale del Cinema di Torino; in collaborazione con la ONG irlandese Cope Galway. Nel corso della lavorazione il titolo Give Me the End You're At è stato suggerito dalla poetessa irlandese Rita Ann Higgins e il film si conclude con Men with Tired Hair, una delle sue poesie più note. Durante la produzione la città di Galway è stata eletta Capitale europea della cultura 2020.